# Burg Brunneck
Burg Brunneck ist die Ruine einer Spornburg bzw. einer spätmittelalterlichen Adelsburg im oberbayerischen Landkreis Eichstätt in Bayern. Sie ist jederzeit frei zugänglich.

## Geografische Lage
Die Ruine befindet sich im Naturpark Altmühltal, westlich des Pfarrdorfes Altdorf und der Einöde Brunneck, beides Ortsteile des Marktes Titting. Sie steht auf einer nach Osten gerichteten, dreiseitig steil abfallenden Bergzunge des Brunnenberges über dem Tal der Anlauter.

## Geschichte

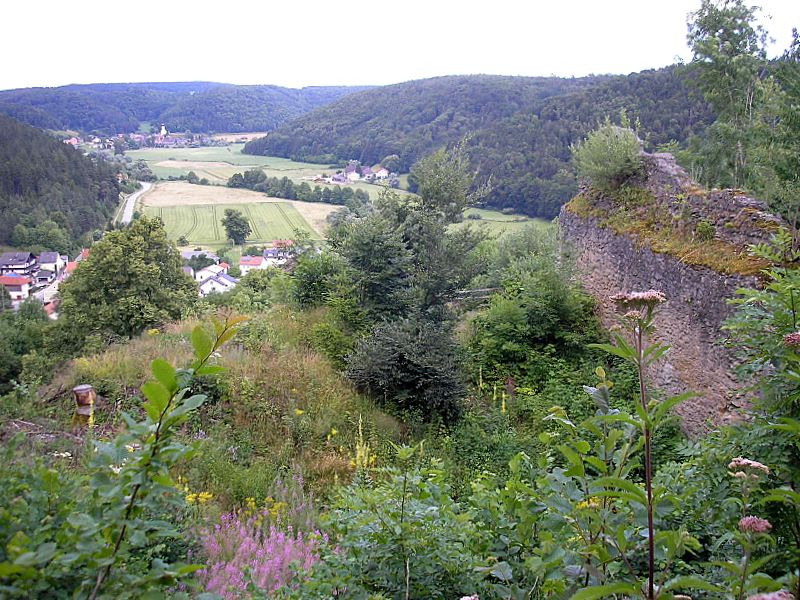
Blick nach Osten ins Anlautertal

Erbaut Ende des 14. Jahrhunderts von den Herren von Heideck, wurde die „Veste Prunnekke“ mit ihren Rechten und mitsamt den Leuten und Gütern zu Irfersdorf, Erkertshofen, Schafhausen und Wachenzell 1413 von Johann II. von Heideck an das Hochstift Eichstätt verkauft und nach 1423 unter Fürstbischof Friedrich IV. von Oettingen zum eichstättisch-fürstbischöflichen Pflegamtsschloss ausgebaut. 1525 wurde das Schloss im Bauernkrieg vom Mässinger Bauernhaufen besetzt und geplündert. 1544 vereinigte das Fürstbistum Brunneck mit dem Pflegamt in Titting. 1602 ist eine Burgkapelle erwähnt, die dem heiligen Alexius gewidmet war. Im 17. Jahrhundert war die Burg nur noch Wohnsitz der bischöflichen Förster. Nach 1691 verfiel sie.

## Beschreibung

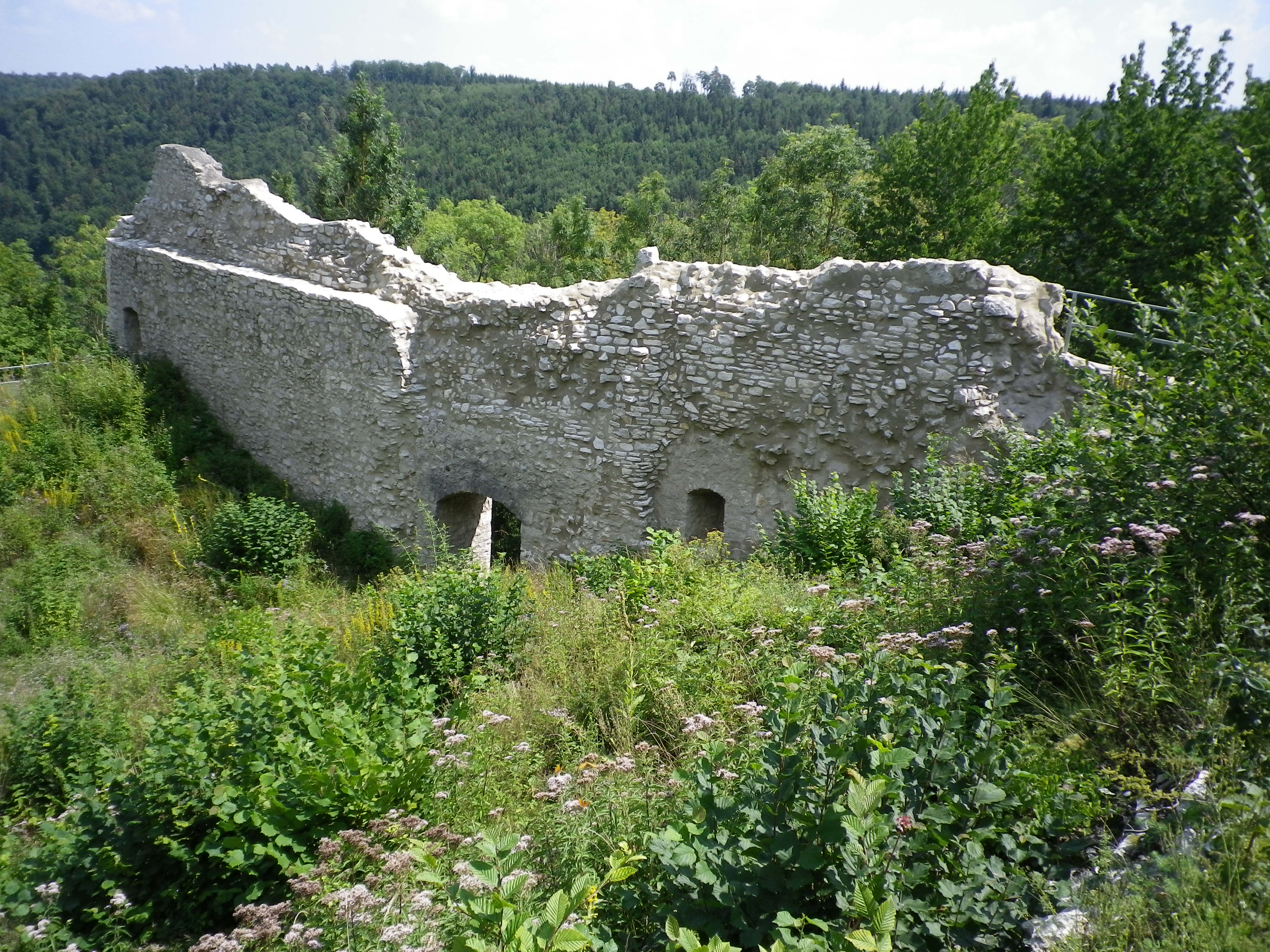
Blick in den Burghof nach der Sanierung

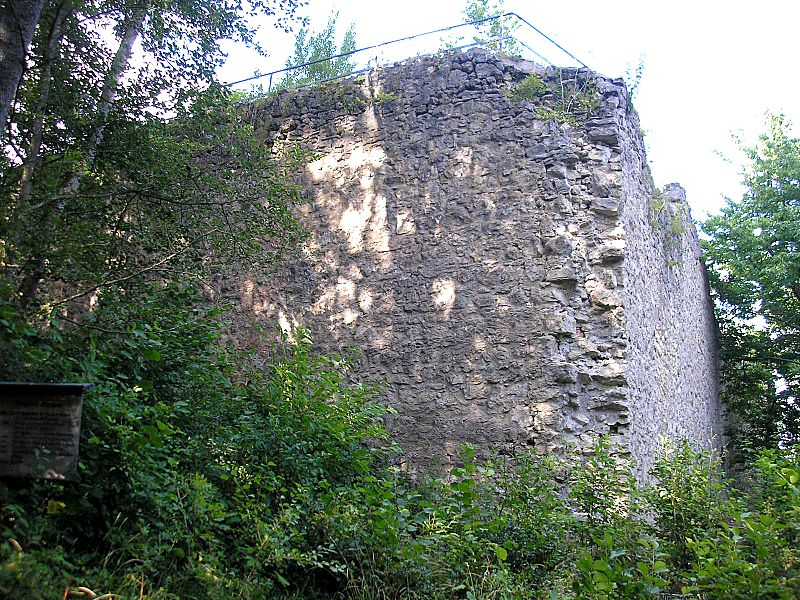
Der Südwestteil der Burgruine

Von der einstigen Burganlage sind nur noch die Reste zweier Mauerzüge der ungefähr trapezförmigen Anlage erhalten. Im Westen trennt ein tiefer Halsgraben den Burgplatz vom Hinterland. Die dahinter liegende Umfassungsmauer ist schildmauerartig verstärkt und noch etwa sieben Meter hoch erhalten. Im Norden endet die Mauer in einem halbrunden, turmähnlichen Vorsprung.
Im Südwesten läuft die Mauer rechtwinklig zur Hangkante weiter. In der Mitte des Mauerzuges ermöglicht eine Toröffnung den Zugang ins Burginnere.
Ab dem Jahr 2015 wurden die vorhandenen Mauern vom Unternehmen Bayerische Staatsforsten umfassend saniert. Im August 2017 wurde die Burg wieder für die Öffentlichkeit freigegeben. Die Mauerkrone wurde mit einem umlaufenden Geländer gesichert und kann auf einer Länge von 50 Metern bestiegen werden.

## Einöde Brunneck
Die Einöde Brunneck liegt in östlicher Richtung unmittelbar unterhalb der Burgruine. Bei der Volkszählung 1987 wohnte dort eine Person.